# レベック

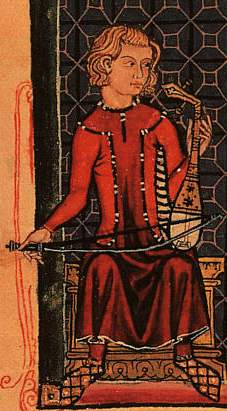
レベック

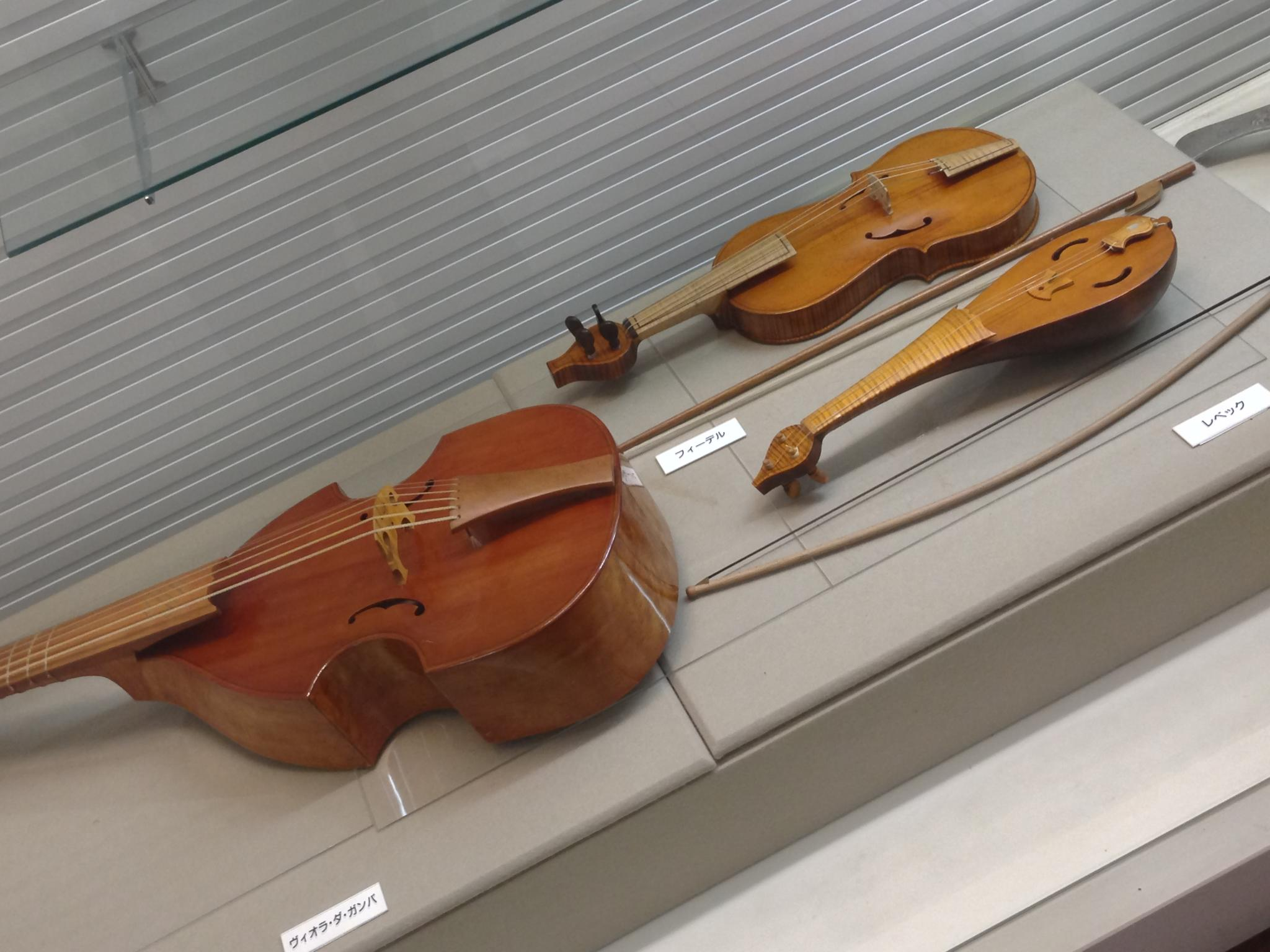
右端の楽器がレベック

レベック(rebec、またはrebeck)は、今日のヴァイオリンのもとになった弦楽器の一つである。一般的にはアラブ人の楽器ラバーブがもとになっていると考えられており、外観は洋ナシ形をしている。おそらく中世中期にスペイン経由でヨーロッパに広まったとされている。ラベイカとも。16世紀から17世紀のレベックはフレットがなく2～3弦で5度調弦である。高い技術を要する楽器ではなかったため、特にダンスの際によく使用された。